# Calyptrophora clinata
Calyptrophora clinata is een zachte koraalsoort uit de familie Primnoidae. De koraalsoort komt uit het geslacht Calyptrophora. Calyptrophora clinata werd in 2007 voor het eerst wetenschappelijk beschreven door Cairns. 